# Blepharhymenus grandicollis
Blepharhymenus grandicollis är en skalbaggsart som först beskrevs av Thomas Casey 1885.  Blepharhymenus grandicollis ingår i släktet Blepharhymenus och familjen kortvingar. Inga underarter finns listade i Catalogue of Life.